# هیئونسئوک-دونگ
هیئونسئوک-دونگ (به لاتین: Hyeonseok-dong) یک منطقهٔ مسکونی در کره جنوبی است که در Mapo District واقع شده‌است.